# Maseru Central Community
Maseru Central Community är en gemenskap i Lesotho.   Den ligger i distriktet Maseru, i den västra delen av landet. Huvudstaden Maseru ligger i Maseru Central Community.